# Scarabus
| Recensione | Giudizio |
| ---------- | -------- |
| AllMusic   | 1,5/5    |

Scarabus è il terzo e ultimo album in studio della band britannica Ian Gillan Band, pubblicato nell'ottobre 1977.
L'album è stato ripubblicato nel 1982 dalla Virgin Records nel pieno della popolarità del gruppo riformato dal cantante, i Gillan, e fu ristampato in CD nel 1989. Tale ristampa includeva una traccia extra, My Baby Loves Me, che era stata registrata dal vivo alla Budokan Hall a Tokyo, il 22 settembre 1977. Essa faceva originariamente parte del doppio LP set Live at the Budokan, ed era stata omessa per errore dalla pubblicazione nel Regno Unito.
Ian Gillan ha riutilizzato la melodia vocale della traccia del titolo Scarabus nella canzone Disturbing the Priest inserita  nell'album Born Again pubblicato sei anni dopo, (1983), durante il breve periodo in cui militò nei Black Sabbath.
Il riff di chitarra di Mercury High è identico a quello suonato dal chitarrista Ray Fenwick nella canzone Back USA, tratta dal suo album solista del 1971 intitolato Keep America Beautiful, Get a Haircut.

## Copertina
La "strega" sulla copertina degli Stati Uniti proviene da un adattamento della locandina del film horror del 1976, La strega che venne dal mare, che a sua volta era basato su un vecchio dipinto di Frank Frazetta.

## Tracce
Tutti i brani sono stati scritti da Ian Gillan, John Gustafson, Ray Fenwick, Colin Towns e Mark Nauseef.
Lato 1
1. "Scarabus" - 4:53
2. "Twin Exhausted" - 4:08
3. "Poor Boy Hero" - 3:08
4. "Mercury High" - 3:31
5. "Pre-release" - 4:22

Lato 2
1. "Slags to Bitches" - 5:09
2. "Apatia" - 4:19
3. "Mad Elaine" - 4:15
4. "Country Lights" - 3:16
5. "Fool's Mate" - 4:19

## Formazione
- Ian Gillan - voce
- Colin Towns - tastiere e flauti
- Ray Fenwick - chitarre e voce
- John Gustafson - basso e voce
- Mark Nauseef - batteria e percussioni

Produzione
- Prodotto da Ian Gillan Band
- Registrato e mixato al Kingsway Recorders, Londra, luglio-agosto 1977
- Ingegnere del suono - Paul Watkins
- Assistenti ingegneri: Bob Broglia, Mark Perry